# Processo de Gauss–Markov
Um processo de Gauss–Markov, que recebe este nome em homenagem ao matemático alemão Carl Friedrich Gauss e ao matemático russo Andrei Markov, é um processo estocástico que satisfaz os requisitos tanto dos processos de Gauss, como dos processos de Markov. O processo de Gauss–Markov estacionário é também conhecido como processo de Ornstein–Uhlenbeck.

## Descrição
Todo processo de Gauss–Markov {\displaystyle X(t)} possui as três seguintes propriedades:
1. Se {\displaystyle h(t)} for uma função escalar não nula de {\displaystyle t}, então, {\displaystyle Z(t)=h(t)X(t)} é também um processo de Gauss–Markov;
2. Se {\displaystyle h(t)} for uma função escalar não decrescente de {\displaystyle t}, então, {\displaystyle Z(t)=X(f(t))} é também um processo de Gauss–Markov;
3. Há uma função escalar não nula {\displaystyle h(t)} e uma função escalar não decrescente {\displaystyle f(t)}, tal que {\displaystyle X(t)=h(t)W(f(t))}, em que {\displaystyle W(t)} é um processo de Wiener padrão.

A terceira propriedade significa que todo processo de Gauss–Markov pode ser sintetizado a partir do processo de Wiener padrão.

## Propriedades
Um processo de Gauss–Markov com variância {\displaystyle {\textbf {E}}(X^{2}(t))=\sigma ^{2}} e constante de tempo {\displaystyle \beta ^{-1}} tem:
- Autocorrelação exponencial: {\displaystyle {\textbf {R}}_{x}(\tau )=\sigma ^{2}e^{-\beta |\tau |}}.
- Uma função de densidade espectral de potência que tem a mesma forma da distribuição de Cauchy: {\displaystyle {\textbf {S}}_{x}(j\omega )={\frac {2\sigma ^{2}\beta }{\omega ^{2}+\beta ^{2}}}.}

Note que a distribuição de Cauchy e este espectro diferem entre si por fatores de escala.

O que foi exposto acima produz a seguinte fatoração espectral:
{\displaystyle {\textbf {S}}_{x}(s)={\frac {2\sigma ^{2}\beta }{-s^{2}+\beta ^{2}}}={\frac {{\sqrt {2\beta }}\sigma }{(s+\beta )}}\cdot {\frac {{\sqrt {2\beta }}\sigma }{(-s+\beta )}},}
que é importante na filtração de Wiener e outras áreas.
Há também algumas exceções triviais ao que foi descrito acima.